# Marc Zamansky
Marc Zamansky (Genebra, 14 de fevereiro de 1916 — 6 de novembro de 1996) foi um matemático francês. Foi membro da resistência francesa.